# Eulasia hybrida
Eulasia hybrida es una especie de coleóptero de la familia Glaphyridae.

## Distribución geográfica
Habita en Armenia, Siria y Turquía.